# Stockholms Musikalkompani

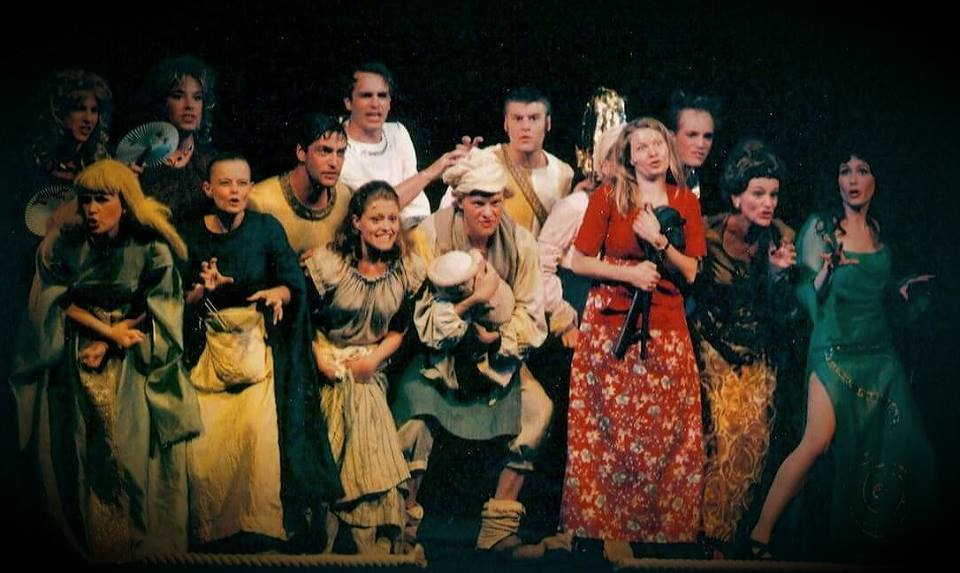
INTO THE WOODS, Södra Teatern 1998.

Stockholms Musikalkompani bildades 1998 och är en ideell förening med säte i Stockholm med målsättning att sätta upp nya eller sällan spelade musikdramatiska verk.

## Produktioner
- 1998 Into The Woods, Södra Teatern [1][2]

Medverkande: Liv Alsterlund, Viveca Axell, Anders Butta Börjesson, Joakim Dominique, Annica Edstam, Albin Flinkas, Ola Gustafsson, Ulricha Johnson, Birgitta Larsson, Fredrik Lycke, Lasse Pettersson, Magnus Reinfeldt, Reuben Sallmander, Linda Söderholm, Marianne Wallin, Christopher Wollter.  
Kapellmästare och arrangör: Mikael Jöback - Regi: Erik Fägerborn - Scenografi: Monica Frelin och Carina Søe Knudsen - Kostym: Katja Petterson
- 1999 Musikalmasochism, Oscarsteatern[3]

- 2003 De små sakerna man gör tillsammans, Oscarsteatern, Malmö Opera[4]

- 2004 A Little Late Night Music, Folkoperan[5][6]

Medverkande: Gunilla Backman, Rolf Christiansson, Sharon Dyall, Annica Edstam, Jan Kyhle, Fredrik Lycke, Christopher Wollter. Musiker: Mikael Jöback (kapellmästare och arrangör), Mikael Augustsson, Jonas Dominique, Magnus Fritz